# Massimo Bray
Massimo Bray (né le 11 avril 1959 à Lecce) est une personnalité politique italienne, membre du Parti démocrate. 

## Biographie
Massimo Bray entre en 1991 à l'Istituto dell'Enciclopedia Italiana, dont il devient directeur éditorial en 1994. Lors des élections générales italiennes de 2013, il est élu député sur les listes de la coalition Italie. Bien commun. Le 18 mars 2015, il démissionne de son mandat de député pour se consacrer à l'Istituto dell'Enciclopedia Italiana.
Il devient ministre pour les Biens et activités culturels du gouvernement Letta le 27 avril 2013. Il n'est pas reconduit le 22 février 2014 dans le gouvernement Renzi.